# Interior do Espírito Santo
O interior do estado do Espírito Santo ou interior capixaba é usado para designar a região que abrange todo o estado do Espírito Santo, exceto a Região Metropolitana de Vitória. Segundo dados do Instituto Brasileiro de Geografia e Estatística (IBGE), a estimativa de população do Espírito Santo, em 2016, corresponde à 3.973.697 habitantes, sendo que 1.935.483, ou seja, 48.7% vivem na Grande Vitória e 2.038.214, ou 51.3% vivem no interior do Estado supracitado.

## Demografia
1. ↑  IBGE (1 de julho de 2016). «Estimativas populacionais para os municípios e para as Unidades da Federação brasileiros em 01.07.2016». Consultado em 18 de setembro de 2016
2. ↑  «Estimativa Populacional 2015 - Dados: Espírito Santo» Verifique valor |url= (ajuda) (PDF). Instituto Brasileiro de Geografia e Estatística. 1 de julho de 2015. Consultado em 17 de setembro de 2016